# 血汗工廠

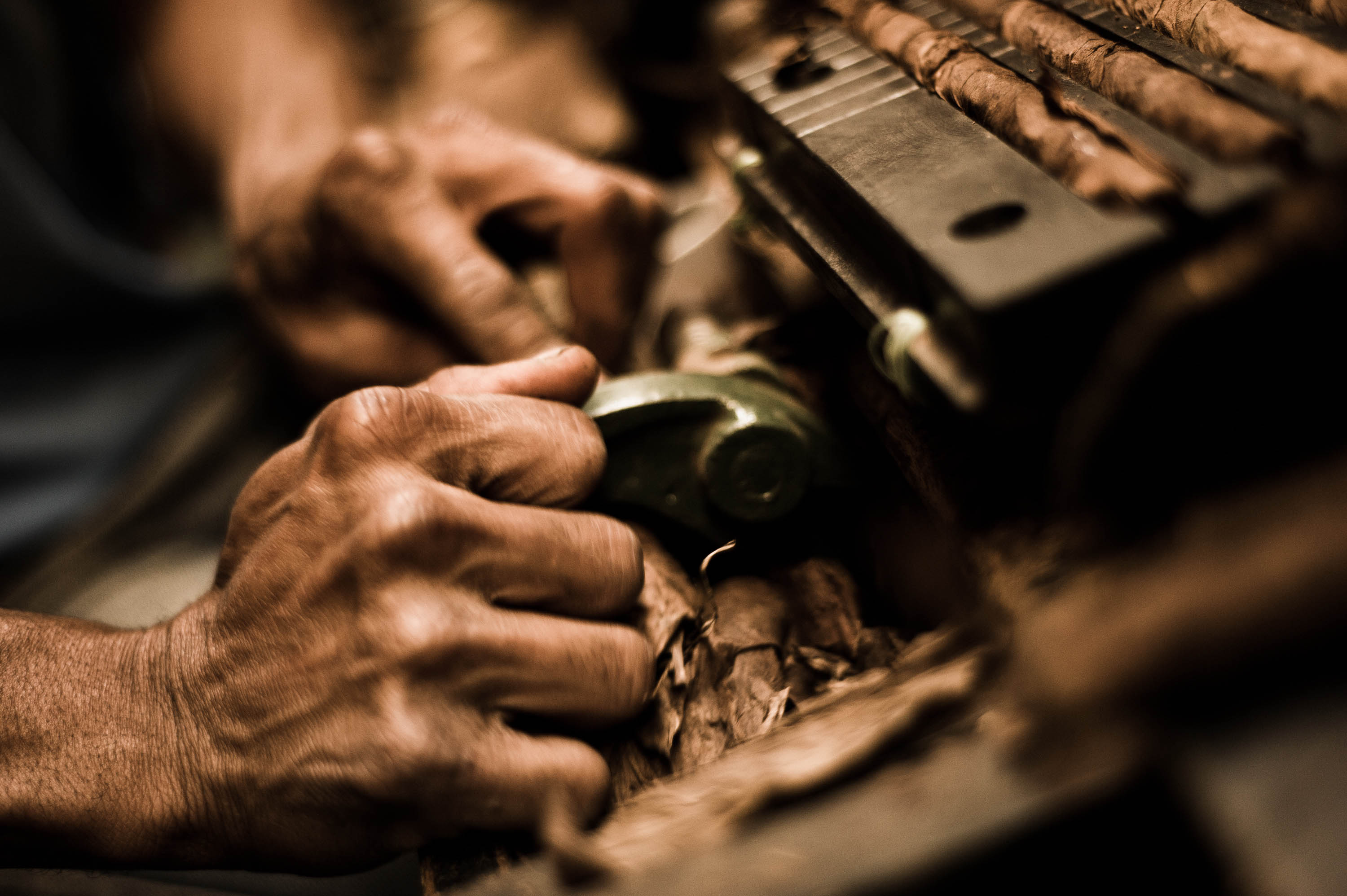
中美洲血汗工廠

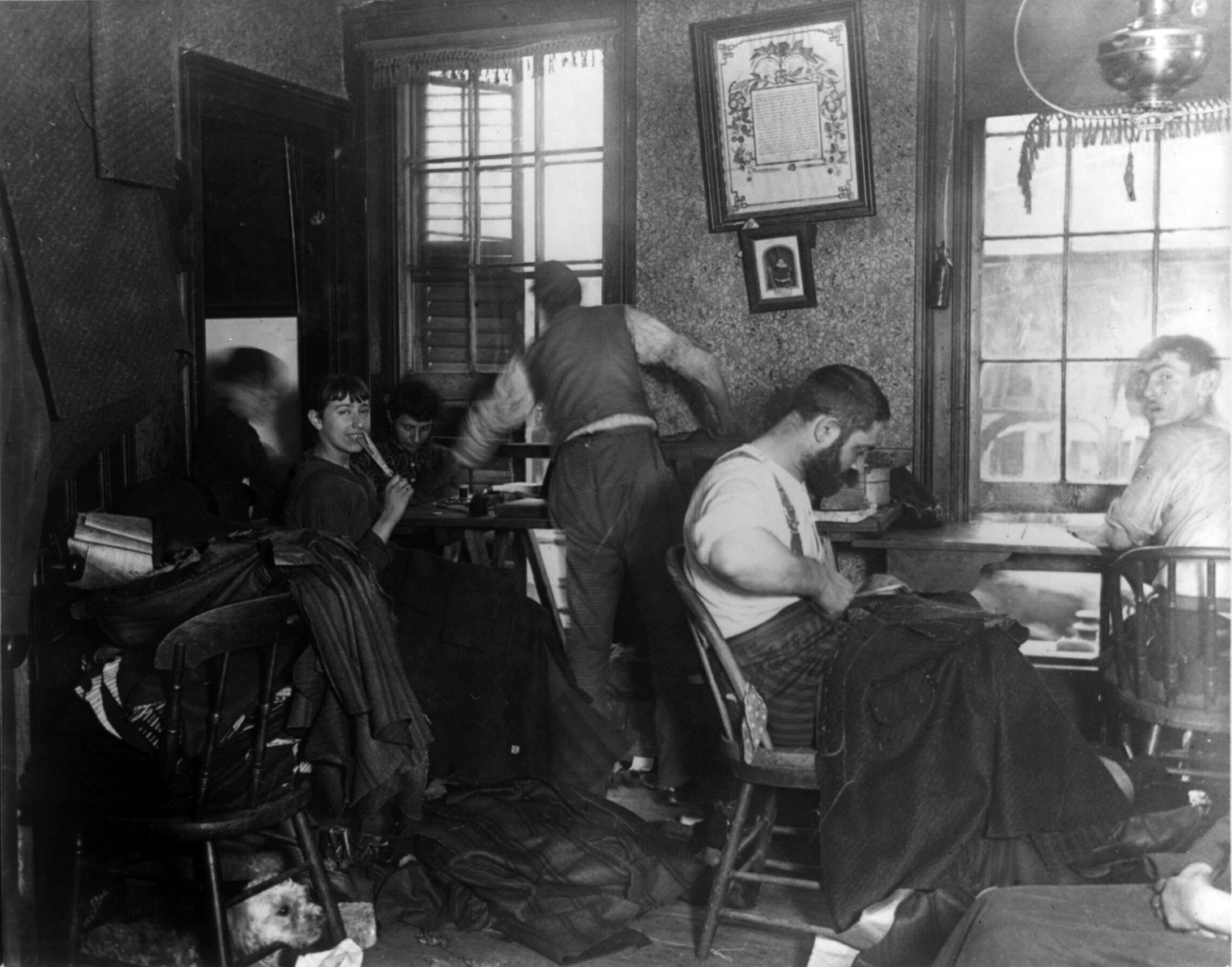
20世紀美國血汗工廠

血汗工廠（英語：Sweatshop, Sweat factory），广泛指代条件恶劣乃至于难以接受的工作场所。工人在危險和艱困的環境工作，包括與有害物質、高熱、低溫、輻射為伍，兼且長工時，低工資等。
现代的血汗工廠多數出現在第三世界國家及地區，如东亚的中国，南亚的印度，东南亚的越南、柬埔寨、泰国，非洲的埃塞俄比亚、南美洲的巴西等，這些社會相对缺乏法律和公義支持工會的保障，再加上利潤最大化的工廠老闆的主導，劳工权益相对较差；但被认为是传统发达国家所在的地区如美洲亦有血汗工厂质控，公平劳工协会（FLA）《2006年度公开报告》对孟加拉国、萨尔瓦多、哥伦比亚、危地马拉、马来西亚、泰国、突尼斯、土耳其、中国、印度、越南、洪都拉斯、印度尼西亚、巴西、墨西哥和美国等18个国家的工厂进行合规检查。

## 历史
历史上的許多工廠都是擁擠不堪、危險四伏、工資極低，缺乏保障；但血汗工廠的概念來自於1830-1850年的中間人，即血汗人(sweater)，他們在惡劣的環境中負責指揮工人生産。對中間人和體制的形容詞彙血汗最早見于1850年查理斯·金斯利的《惡心便宜衣服》Cheap Clothes and Nasty （页面存档备份，存于），形容在英國倫敦的場景。工廠的血汗體制是承包制的，有的工廠僅有幾人，有的則超過百人。在1850-1900年間，血汗工廠吸引著流向城市的貧困農村人口，以及移民倫敦和紐約紡織區的人。這些血汗工廠招致批評：工會領袖稱工廠內擁擠不堪、通風不暢、容易起火、跑滿老鼠：在許多案例中，工人們擁擠在狹小的房子裏工作。
在九十年代，澳大利亞墨爾本成立了全國反血汗工廠聯盟，成功地贏得了最低工資。1906年，英國也組建了同樣名字的組織，贏得了《1909年商貿法案》。1910年，國際婦女紡織工人工會成立，旨在改善工人待遇。對紡織工廠的批評是推動安全監管和勞工法的主要動力。有的新聞記者努力地為此奔波，血汗工廠也被用來形容工作環境低劣的場所。在美國，調查報導，即耙糞記者揭批商業內幕，進步政治家為新法案進行鬥爭。傑出的報導有傑卡布·里斯的照片紀錄片《另一半的生活》和辛克萊的小說《屠場》。
1911年，紐約三角內衣工廠火災激起公衆強烈的不滿情緒。在今天，該地被改造為國家博物館Lower East Side Tenement Museum （页面存档备份，存于）。雖然工會、最低工資法案、火警法案、勞工法案使得發達國家血汗工廠數量相對減少，但在發展中國家血汗工廠依然普遍存在。美國政府問責辦公室在1994公布報告，發現全美依然有數以千計的血汗工廠存在，其標准是任何“雇主違反了一條或多條聯邦或州勞工法案，觸犯了最低工資、加班時間、童工、工業家庭作業、職業保障、補償、注冊登記。”這種定義取消了中介或産品、將注意力放在法律上。就第三世界而言，爭議的焦點在於是否應該在發展中國家應用相同標准的規範。
血汗工廠有時被指責為人口販賣，即工人在不知情的情況下被騙入工廠工作，或是工人因欠債或精神脅迫而不得不工作，這在缺乏教育的鄉村和兒童那裏更為常見。由于血汗工廠常常坐落在沒有勞動安全或環境保護法案的地方，它們常常伤害工人健康，汙染環境，其程度是在許多發達國家所不可接受的。有時，監獄工廠也被貼上了血汗工廠的標簽。血汗工廠的環境與監獄苦役在許多方面都有相似之處。血汗工廠的問卷常常包括對女性的強制孕檢，以及從工頭那裏來的恐嚇。工人被迫勞動，如果一天不工作就被解雇。這些都導致了自殺性動蕩的發生。在中國的某些血汗工廠，由于工人自殺人數不斷上升，雇主不得不在血汗工廠周圍安裝防護網以防止工人跳窗。
血汗工廠是個難題，因為這一概念植根于世界經濟。發展中國家如印度、中國、越南、孟加拉、洪都拉斯都鼓勵從發達國家引入外資、提供工作機會、增加雇主收益。引入外資可以為貧窮國家在形式上增加財富，為在貧苦中掙紮中的家庭提供收入，但常見的勞工保護無法得到保障，低工資是常見的，有時甚至會不付工資。生産的轉移是全球化的一部分，但也可以是新自由主義全球化中強調自由市場經濟的結果。

## 立场

### 抵制血汗工厂运动
早期對血汗工廠的批評來自十九世紀的廢奴運動，許多廢奴主義者認為兩者極為相似。奴隸制在工業化國家逐漸廢除，有的廢奴主義者希望推而廣之，廢除其它的艱苦勞動，包括血汗工廠。當販賣、擁有奴隸被廢除時，有關血汗工廠的第一部重要法案在同時代的英國被制定出來。
最終，廢奴運動分裂了。有的關注工作環境，在工會和馬克思主義、社會主義、進步運動、耙糞記者那裏找到共鳴。其它人則繼續關注殖民地的販奴活動。在關注奴隸制時，血汗工廠成為爭議的焦點之一。它們在經濟的許多方面都可以被認定為血汗工廠，但就什麽是奴隸制的基礎性哲學問題沒有得到解決。由于無法認定什麽才是血汗工廠，廢奴主義者與國際聯盟、聯合國一道在定義上努力，關注的焦點移到了奴隸制的前輩 – 人口販賣上。
就工作環境的關注包括恩格斯，他的著作《1844年英國工人階級狀況》中為搭檔馬克思提供了靈感。在不列顛，工廠法案在1844-1878年修改了六次，透過縮短勞動時間和童工的使用來改善工作環境。1919年，國際聯盟成立國際勞工組織；之後，聯合國也試圖去改善世界工人的境遇。由於進步年代耙糞記者的揭批，新工人權益保障法案最終修訂，並在1938年制定出《年公平勞動標准法案》，於新政時期通過。

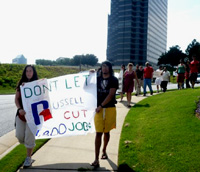
学生联合会成员反对血汗工厂游行。

近期，應對全球化潮流，反全球化運動興起。跨國公司將他們的作業送往海外，以便降低成本，增加收益。反血汗工廠運動與反全球化運動相呼應。兩者都認為血汗工廠是具有破壞性的，都攻擊大公司，如迪士尼、蓋普、耐克使用血汗工廠。這些運動甚至指責新自由主義全球化與血汗系統是一致的，稱他們向“底線沖刺”，即跨國公司從一個低薪國家跳到另一個低薪國家，以尋求最低的生産成本，和“血汗人”一樣將作業承包給出價最低的承包商。
今天，各種組織都在支持或參與進反血汗工廠活動中來。國家勞動委員會在九十年代將血汗工廠帶入主流媒體視野，揭露了他們使用童工來縫製沃爾瑪凱西·李·吉福德標簽。學生反血汗工廠聯合會在大學校園內積極活動。國際勞工權益基金會進行訴訟，為在中國、尼加拉瓜、斯威士蘭、印度尼西亞、孟加拉地區的工人爭取權益，反對沃爾瑪在發展中國家給出在價格和時間上無法完成的訂單，強加沃爾瑪標準。工會組織，如美国劳工联合会-产业工会联合会為工人福利在發展中國家和美國支持反血汗工廠運動。
評論家指出血汗工廠工人常常無法獲得足夠收入來購買自己生産的産品，甚至連普通的襯衣、鞋子、玩具都買不起。2003年，洪都拉斯紡織廠工人生産的肖恩·約翰襯衫值$50，但只獲得工資$0.24，長袖襯衫$0.15，短袖襯衫$0.05 – 這連零銷價格百分之一的一半也不到。甚至在國際上對比生活成本，洪都拉斯工人掙得$0.15在購買能力上等同于美國的$0.50。
對血汗工廠的批評認為增加存款、投資、多樣化等可以改善經濟，而不是滥用血汗工廠，並引述東亞“四小虎”中許多案例表明血汗工廠降低了生活品質和工資。他們認為更好的職業、增加投資、以及國內資源將會改善撒哈拉以南地區，而不是使用血汗工廠。他們指出更好的勞工標准有益於工業出口，如相對富有的毛里求斯，相信這樣會改善發展中國家的經濟境遇。
血汗工廠批評家認為勞動者獲得的微薄利潤是得不償失的，收益的邊際增長遠超過工資，公司為員工支付甚少。他們也指出在貿易自由化前，當地的工會工作能支付更高的工資，而血汗工廠的高稅收擠掉了工會工作。他們進一步辯論去血汗工廠並非必然。艾瑞克·圖森特認為在1945-1980年的發展中國家生活品質其實更高，但1982年國際債務危機傷害了經濟，使得他們去世界銀行尋求“結構性調整”而工會工作其實比血汗工廠的工資更高 —— “對墨西哥的一些美國公司研究值得參考：美國丘達德·阿庫納鋁土公司的工人每星期可以掙到$21.44-24.60，但每週的食品花費為$26.87。墨西哥GM工人在30分鍾內可以掙出一磅蘋果，而在美國的GM工人只需要5分鍾。”人們批評血汗工廠表面上高舉“自由貿易”，但不過是假裝罷了。它們試圖保護跨國公司，排擠當地産業（有些是工會化的）。他們認為自由貿易只應該降低關稅、門檻，跨國公司只能在法律框架內運行，而不是鑽環境和勞工法的空子。他們認為正式這些問題導致血汗工廠的産生，而不是自然工業或經濟的進步。
批評者們也指出血汗工廠常常不上稅，逃避公共服務責任，不會增加國家利益。在有的國家，如中國，克扣工人工資的事情常常出現。
|  | “根據香港工會資料，有$365百萬款項被經理克扣，要挾某種服務，或乾脆什麽都不付。” |

不但如此，血汗工廠的批評家們指出有人對此持雙重標準，一方面斥責、敵視血汗工廠，另一方面享受商品、抱怨品質。他們主張跨國工作應該符合國際勞工、環境法案，支付同等的最低工資。

## 解決方法
- 無條件基本收入
- 勞動法
- 最低工資立法
- 最高工時立法
- 集體談判權
- 職員自立工會
- 強制加入工會（若法律允許職員自行決定是否加入工會，雇主很可能會威脅利誘職員選擇不加入工會）
- 合理的失業給付
- 認真執法的司法及行政系統
- 增加就業機會，例如政府單位、慈善團體及醫院少用志工，濫用志工則予以重罰，勞動力供不應求可以有效淘汰血汗工廠（濫用志工危害與放任血汗工廠相近）
- 重視勞動權益的輿論
- 家庭、社會及政府支援，讓一般人能薪資低就不要做，並適度的鼓勵罷工
- 縮短法定工時，但一堆企業主還是有辦法鑽法律漏洞，勞工還是加班超時工作
- 勞工就算假借、冒用、偽造、變造學歷（力）證明文件求職者或求職考試舞弊行為，錄用後被發現，雇主雖依法可以開除勞工，但因勞工確實有實際參予勞務，所以除不得勝任工作否則不得追回工資等，避免血汗工廠的形成

## 相關
- 耐克血汗球鞋（英语：Nike sweatshops）
- 責任制
- 奴隶制度
- 加工出口工廠
- 深圳富士康員工墜樓事件

## 外部連結
- "血汗工廠" - 搜索 Google 圖書
- Between a Rock and a Hard Place: A History of American Sweatshops, 1820 – present An online exhibition from the National Museum of American History, Smithsonian Institution
- 维基文库中的相關文獻：
  - . . 1921.
  - Gilman, D. C.; Peck, H. T.; Colby, F. M. (编). .  (第1版). 纽约: Dodd, Mead. 1905.